# William G. Conley
William Gustavus Conley (8 de Janeiro de 1866 - 21 de Outubro de 1940) foi um político americano que trabalhou como o 18º Governador da Virgínia Ocidental pelo Partido Republicano de 1929 a 1933.

## Vida e a política
Nasceu perto de Kingwood, filho do Major William Conley e Mary Courtney Freeburn. Foi professor durante o ano de 1886 até 1891. Em 1892, casou-se com Bertie Ison Martin. Em 1893 graduou-se na Universidade da Virgínia Ocidental com um diploma de direito. Depois, começou a praticar advocacia em Parsons, Virgínia Ocidental. Enquanto estava lá, trabalhou como promotor público no Condado de Tucker e mais tarde prefeito de Parsons. Também fundou e foi o editor do jornal Parsons Advocate. Também trabalhou como prefeito de Kingwood de 1906 até 1908.
Em 1908, o Governador William Dawson nomeou Conley ao cargo de Procurador Geral. Depois de ser eleito ao mesmo cargo, continuou naquele cargo sob o governo de William Glasscock. Em 1911, discutiu perante a Suprema Corte dos Estados Unidos no caso de Virginia v. West Virginia, (1911) que envolveu a dívida da pré-Guerra Civil e parte da Virgínia Ocidental. Também estava envolvido no caso Maryland v. West Virginia, (1912) que envolveu a fronteira entre Maryland e Virgínia Ocidental.
Em 1912, Conley concorreu ao Congresso pelo Partido Republicano mas perdeu por 14 votos. Durante os próximos 12 anos, foi um advogado em Charleston. Em 1924, foi nomeado a Comissão Estadual de Educação. Trabalhou lá até sua renúncia no dia 1 de março de 1929. Foi eleito governador da Virgínia Ocidental em Novembro de 1928 e foi empossado no dia 4 de Março de 1929. Seu mandato como governador caracterizou-se pela Grande Depressão. Seu mandato como governador, limitado pela constituição do estado na época a um mandato, terminou no dia 4 de março de 1933. Permaneceu em Charleston e organizou o escritório de advocacia de Conley, Thompson e Neff.